# Note olfattive

La piramide olfattiva.

Le note olfattive nella profumeria servono a descrivere gli odori che possono essere percepiti al momento dell'applicazione di un profumo. Le note olfattive vengono divise in tre classi; le note di testa (o note capitali), le note di cuore (o note centrali) e le note di fondo; ogni raggruppamento di note olfattive indica il gruppo di odori che possono essere rilevati a seconda del tempo passato dall'applicazione di un profumo. La combinazione dei tre gruppi di note costituisce la piramide olfattiva, che serve a descrivere i profumi.

## Note di testa
Percepite immediatamente dopo l'applicazione di un profumo, le note di testa sono minuscole molecole che evaporano velocemente . Formano la prima impressione che una persona si fa di un profumo, e pertanto sono molto importanti dal punto di vista commerciale.
La loro percezione può durare qualche istante oppure persistere fino a un'ora. Gli odori che fanno parte di questa classe di note sono solitamente descritti come "freschi", "assertivi" o "taglienti". I componenti che formano le note di testa generalmente sono odori forti, però dalla composizione molto volatile. Sono comuni note di testa, per esempio, i profumi derivati dagli agrumi e dallo zenzero e alcuni frutti esotici.

## Note di cuore
Appena si attenuano le note di testa, emergono le note di cuore che compongono la parte centrale di un profumo e infatti ci accompagnano durante la giornata, durando da 1 a 6/8 ore. Le note di cuore sono di solito morbide, fresche, normalmente vi si trovano tantissime fragranze fiorite come la rosa, il gelsomino, la lavanda, l'heliotropo, ma anche note speziate e vanigliate. Normalmente sono considerate note più femminili. Sono molto importanti perché, se ben fatta, è la miscela di fragranze che ci permette di far perdurare le note di testa e preparano alla presenza delle note di fondo.

## Note di fondo
Le note di fondo sono aromi generalmente molto forti e potenti, ma la loro connotazione è la durata che può arrivare anche al giorno dopo. Tra le note più conosciute troviamo, fra le altre, il sandalo, il legno di Oud, il patchouli, il cedro . Queste note sono normalmente considerate più mascoline e sono estremamente importanti perché consentono di fissare tutte le fragranze che compongono il profumo.
Tra queste fragranze troviamo anche odori di origine animale (ambra grigia, castorino, muschio), ormai vietati dalle normative attuali e per questo sostituiti da prodotti di sintesi.